# Hasan Celal Güzel

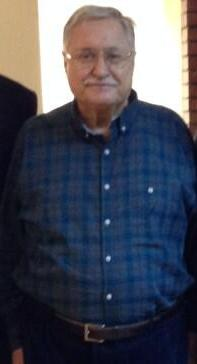
Hasan Celal Güzel (2013)

Hasan Celal Güzel (* 1945 in Gaziantep; † 19. März 2018 in Ankara) war ein türkischer Politiker der Mutterlandspartei ANAP (Anavatan Partisi) und später der Partei der Wiedergeburt YDP (Yeniden Doğuş Partisi), der unter anderem zwischen 1986 und 1987 Staatsminister und danach von 1987 bis 1989  Minister für Bildung, Jugend und Sport war.

## Leben
Güzel absolvierte Grund- und Mittelschule in Malatya. Er studierte Wirtschafts- und Finanzwissenschaften an der Universität Ankara, das er mit einer Arbeit über das Wirtschaftswachstumsmodell der Türkei abschloss. Im Anschluss begann er seine berufliche Tätigkeit als Mitarbeiter beim Staatlichen Planungsamt DPT (Devlet Planlama Teşkilatı). Später war er Wirtschafts- und Sozialberater des Ministerpräsidenten sowie Untergeneralsekretär des Staatlichen Planungsamtes. In dieser Funktion war er am 24. Januar 1980 maßgeblich an der Einleitung wirtschaftlicher Stabilisierungsmaßnahmen beteiligt. Daneben war er als Dozent für Wirtschafts- und Sozialgeschichte, Wirtschaftssystematik und öffentliches Management an verschiedenen Universitäten und Instituten tätig.
Er wurde bei der Wahl vom 6. November 1983 zum Mitglied der Großen Nationalversammlung gewählt. Dieser gehörte er von der 17. bis zum Ende der 18. Legislaturperiode am 20. Oktober 1991 an. Am 13. Dezember 1983 wurde Güzel von Ministerpräsident Turgut Özal zum Staatssekretär im Amt des Ministerpräsidenten berufen und übte dieses Amt bis zum 21. Juli 1986 aus. 1986 trat er der Mutterlandspartei ANAP (Anavatan Partisi) bei und wurde am 17. Oktober 1986 von Ministerpräsident Özal als Nachfolger von Mesut Yılmaz als Staatsminister (Devlet Bakanı) in dessen erstes Kabinett berufen, dem er bis zum 21. Dezember 1987 angehörte. Im darauf folgenden zweiten Kabinett Özal übernahm er am 21. Dezember 1987 das Amt des Ministers für Bildung, Jugend und Sport (Millî Eğitim, Gençlik ve Spor Bakanı). Dieses Ministeramt bekleidete er bis zum 30. März 1989 und wurde daraufhin durch Avni Akyol abgelöst, der das Amt des Bildungsministers übernahm, sowie durch İsmet Özarslan, der wiederum Jugend- und Sportminister wurde.
Auf dem außerordentlichen Parteitag der ANAP bewarb sich Güzel für die Funktion des Generalsekretärs sowie die Nachfolge von Ministerpräsident Özal, der am 31. Oktober 1989 zum Staatspräsidenten gewählt worden war. Dabei unterlag er jedoch Yıldırım Akbulut, der bislang Präsident der Großen Nationalversammlung der Türkei war.
Nachdem er aus der ANAP ausgetreten war, gründete Güzel am 23. November 1994 die Partei der Wiedergeburt YDP (Yeniden Doğuş Partisi) und wurde deren Vorsitzender. Mit dieser kandidierte er bei der Wahl vom 24. Dezember 1995 für den Wiedereinzug in die Große Nationalversammlung. Allerdings konnte die YDP mit 95.484 Stimmen (0,34 Prozent) keines der zu vergebenden Parlamentsmandate erzielen. Auch bei den Kommunalwahlen vom 27. März 1994 und vom 18. April 1999 verpasste die YDP mit 104.285 Stimmen (0,37 Prozent) beziehungsweise 17.335 Wählerstimmen (0,06 Prozent) auch den Einzug in die Provinzparlamente. Bei der gleichzeitig stattgefundenen Parlamentswahl vom 18. April 1999 konnte die YDP mit 44.782 Stimmen (0,14 Prozent) ebenfalls kein Mandat in der Großen Nationalversammlung erzielen. Das Amt des Vorsitzenden der YDP übte Güzel bis zur Auflösung der Partei 2002 aus.